# Лотос (хутор)
Лотос — хутор в Приморско-Ахтарском районе Краснодарского края.
Входит в состав Новопокровского сельского поселения

## Население
| 2002 | 2010 |
| ---- | ---- |
| 2    | ↗4   |